# 上村巴士總站
上村巴士總站（英語：Sheung Tsuen Bus Terminus）位於香港新界元朗區八鄉錦田公路上村停車場內，現時有兩條巴士路線以此為總站，另有三條巴士路線途經此站。
雖然251A線以「上村」為循環點，但實際上並非停靠此站，而是在附近的上村球場停站。

## 總站路線資料

### 九龍巴士51線
- 荃灣（如心廣場） ↺ 上村

於1973年7月16日投入服務，2014年10月4日由錦上路站公共運輸交匯處縮短至此並改為循環線，途經荃灣市中心、曹公潭、川龍、大帽山郊野公園及石崗，為現時唯一途經全段荃錦公路的公共交通服務。

### 九龍巴士54線
- 元朗（西） ↺ 上村

提供元朗往來錦田及八鄉的巴士服務，來回程均途經此站，2012年3月31日改為循環線，不入上村巴士總站，但同年4月22日起恢復繞經此總站。

### 九龍巴士251M線
- 上村 → 荃灣站

於1998年10月19日投入服務，2012年3月31日縮短至由此開出，2014年10月4日由青衣站公共運輸交匯處縮短至荃灣站並改為繁忙時間服務，途經橫台山、石崗、錦田、大欖隧道、屯門公路及荃灣市中心，只於平日上午繁忙時間提供服務。

### 龍運巴士E36P線
- 元朗（上村） ↔ 航天城

於2021年6月21日投入服務，途經錦上路、錦田、凹頭、大欖隧道、汀九橋、青嶼幹線、東涌市中心及機場後勤區，於逢星期一至六繁忙時間上午設去程及下午設回程服務。

## 途經路線
九龍巴士251B線

## 過往路線
九龍巴士65K線

## 外部連結
- 九巴（页面存档备份，存于）